# Bostra pruinosa
Bostra pruinosa är en insektsart som beskrevs av Ludwig Redtenbacher 1908. Bostra pruinosa ingår i släktet Bostra och familjen Diapheromeridae. Inga underarter finns listade.